# Saint-Denis-sur-Scie
Saint-Denis-sur-Scie è un comune francese di 476 abitanti situato nel dipartimento della Senna Marittima nella regione della Normandia.

## Società

### Evoluzione demografica
Abitanti censiti